# Krapfenkarspitze
Die Krapfenkarspitze ist ein 2109 m ü. NHN hoher Berg in der Soierngruppe im Karwendel in den Bayerischen Alpen.
Der Gipfel ist als Trittsicherheit erfordernde, einsame Bergtour von der Oswaldhütte (844 m ü. A.) im Rißtal über Galgenstangenkopf (1806 m ü. NHN), Fermerskopf (1851 m ü. NHN) und Baierkarspitze oder vom Soiernhaus über die Gumpenkarspitze zu erreichen. 

## Weblink
- ALPIN - Das Bergmagazin, Wanderung auf Gumpenkarspitze und Krapfenkarspitze